# Hôtel de La Villestreux
L'hôtel de La Villestreux (ou hôtel Villetreux) est un hôtel particulier de style néo-classique bâti au milieu du XVIIIe siècle, situé sur la place de la Petite-Hollande, à l'extrémité ouest de l'île Feydeau, dans le centre-ville de Nantes, en France.
L'immeuble a été inscrit à l'inventaire supplémentaire des monuments historiques en 1932 et 1986. L'accès au bâtiment se fait à l'ouest au no 3 de la place de la Petite-Hollande, deux autres façades donnent au nord sur la rue Kervégan et au sud sur le quai Turenne.

## Histoire
Nicolas Perrée de La Villestreux, riche négociant, armateur et négrier, fait l'acquisition de deux parcelles situées à l'extrémité ouest de l'île Feydeau en pleine urbanisation. Il s'attache les services d'un architecte parisien nommé Landais. Les travaux ont lieu de 1743 à 1754 ; le bâtiment est élevé sur un « gril » à la hollandaise, puisque bâti sur un terrain meuble en raison de la proximité de la Loire.
En 1776, de la Villestreux occupe un appartement de vingt pièces, tandis que sa mère, veuve, dispose d'un autre de quinze pièces. Cette même année, les autres occupants sont les frères Arnoux, négociants, et leurs cinq domestiques, dans un appartement de seize pièces. Des appartements de huit pièces sont occupés par une « bourgeoise » et par d'autres négociants. Certains, moins riches, disposent d'appartements de deux à cinq pièces, hébergeant également des officiers. Cette catégorie dispose d'un ou deux domestiques.
Lors de la Terreur, Jean-Baptiste Carrier s'installe dans l'hôtel, dans les appartements du petit-fils de Nicolas, Nicolas Olivier Perrée de La Villestreux. Plusieurs représentants en mission y résidèrent par la suite, dont les négociateurs du traité de La Jaunaye, à qui Charette rendu visite.
Au XIXe siècle, l'hôtel a la réputation d'être hanté. En effet, des bruits de chaînes et de soupirs se font alors entendre dans les étages supérieurs ; le mystère est élucidé après la découverte d'une lézarde parcourant l'immeuble sur toute sa hauteur, et faisant parvenir du rez-de-chaussée les sons émis dans les écuries et dans l'atelier d'un boulanger.
Les façades (y compris les ferronneries et toiture) ainsi que les deux grands escaliers sur la cour intérieure de l'hôtel ont été inscrits à l'inventaire supplémentaire des monuments historiques par arrêté du 10 juin 1932.
Lors de la Seconde Guerre mondiale, le porche de d'entrée donnant sur la place de la Petite-Hollande est frappé par une bombe, mais les dégâts sont peu importants, et le bâtiment ne connaît pas d'autres dommages.
Le porche a été inscrit à l'inventaire supplémentaire par arrêté du 17 janvier 1986.

## Architecture

### Façades

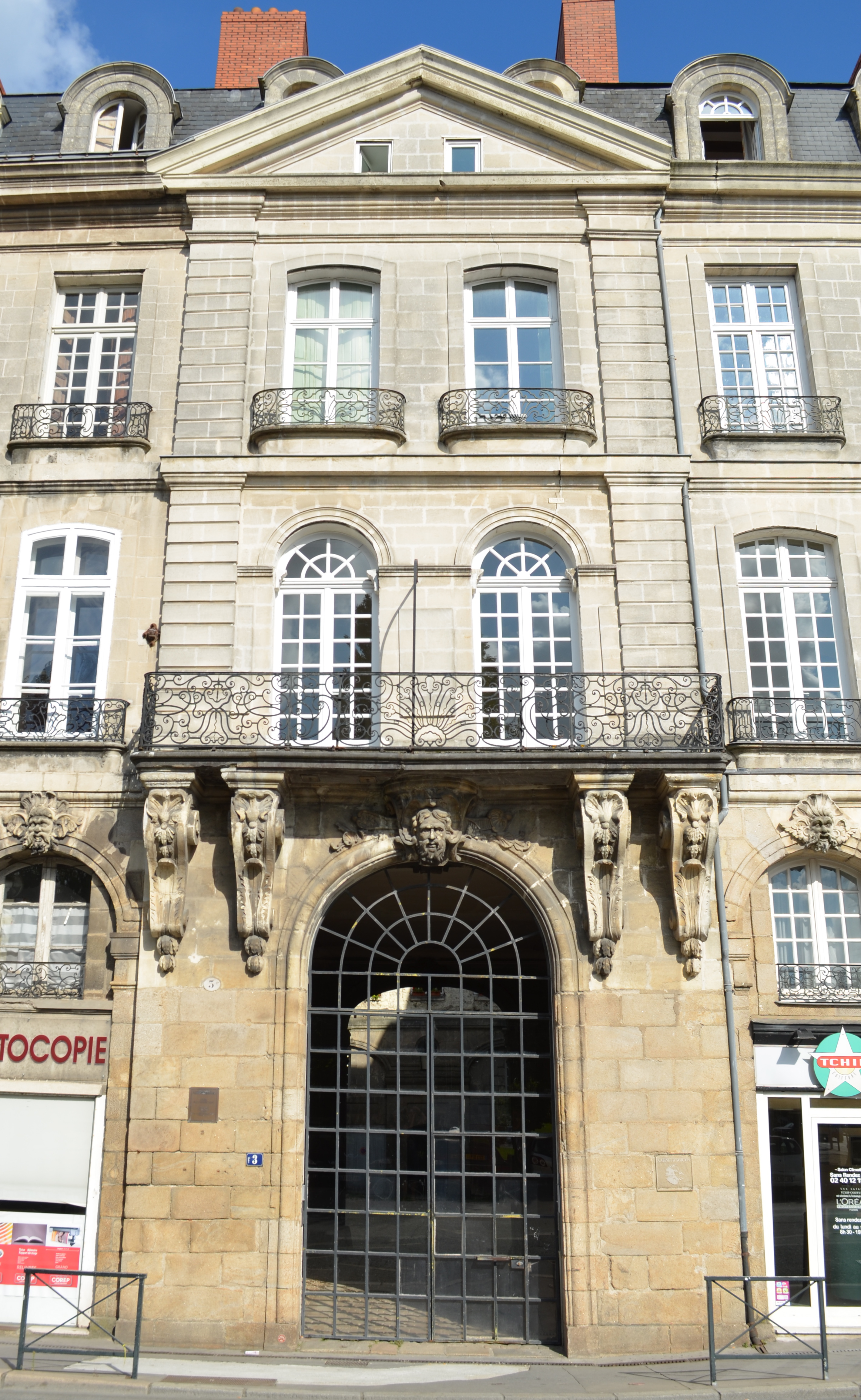
Avant-corps central.

Le bâtiment présente trois façades, chacune offrant douze travées alignées sur les cinq étages, pour un total de 180 ouvertures.
Il est possible d'accéder à la cour centrale entourée de ses quatre ailes égales grâce à une porte cochère. À l'origine, il devait exister deux autres accès vers la rue Kervégan et le quai Turenne, mais leurs emplacements sont désormais utilisés pour un usage commercial.
Au centre de la façade Ouest un avant-corps central occupant deux travées est surmonté d'un fronton ; au premier étage, les deux fenêtres plein-cintre jumelées donnant sur un balcon filant se distinguent. Sur l'ensemble de la façade, au-dessus du rez-de-chaussée, un entresol présente des baies de plein-cintre. Les ouvertures du premier étage sont légèrement cintrées, celles du deuxième sont rectangles.
Les combles à toit brisé à couverture d'ardoise sont percés de mansardes. À l'exception des deux baies centrales du premier étage qui ont un balcon commun, toutes les fenêtres des premier et deuxième étages sont pourvues d'un balcon de fer forgé.
Les clés d'arc des ouvertures de l'entresol sont ornées de mascarons.

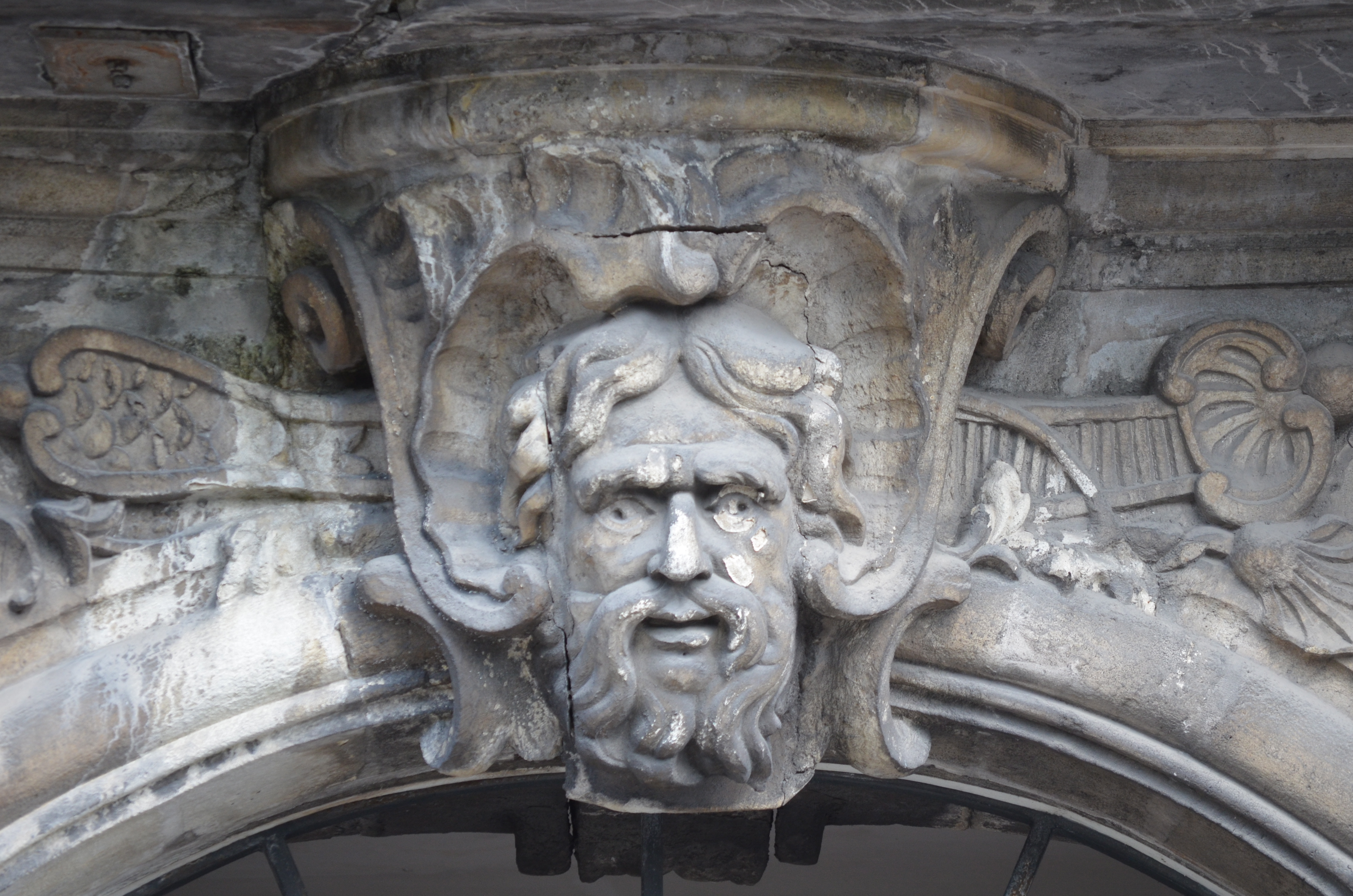
Mascaron central, au-dessus du portail d'entrée.

Ces mascarons forment un ensemble de représentations d'hommes barbus, leur visage rond et grimaçant (ils tirent la langue, ouvrent grand la bouche ou montrent leurs dents) les rendant monstrueux. Ils se différencient par la direction de leur regard, la forme de la coquille, de la couronne, ou des ailes de chauve-souris qui les ornent. Le mascaron central se distingue par une décoration plus travaillée. Tous sont sculptés avec le souci de restituer une expression particulière, les rendant distinctement étonné, pensif, surpris, etc.
Les façades donnant sur la rue de Kervégan et le quai Turenne sont composées selon le même ordonnancement, à ceci près qu'elles ne présentent pas d'avant-corps central ni de distinction entre les ouvertures de chaque étage, et que les entresols sont ornés d'agrafes plutôt que de mascarons.

### Cour intérieure
La cour est vaste, carrée ; les façades qui la forment sont décorées de mascarons. Mercure, dieu du commerce, et Neptune, dieu de la Mer, ornent les arches du porche, tournant leur visage vers la cour; ils signalent l'activité professionnelle du commanditaire de l'immeuble.
Au fond de la cour un mascaron, représentant un homme barbu portant un bonnet et encadré de deux clefs, signale l'emplacement de la loge du concierge. Ces mascarons représentent peut-être également Bacchus, Apollon et Diane.
Le dessin des ouvertures respecte celui des façades opposées, côté rue; des balcons de fer forgé sont placés sous les fenêtres de l'aile ouest.

### Escaliers
On accède aux trois étages par deux escaliers monumentaux situés dans les ailes nord et sud, et un petit escalier suspendu situé dans la cour.
Les grands escaliers, à voûte et à « jour » central, courent sur trois travées des façades intérieures; leur départ se fait sous une ouverture à arc en anse de panier.
Les paliers sont couverts d'un dallage de calcaire et ardoise, et reposent sur un mur présentant un jour central. Les escaliers sont parcourus par une rampe en fer forgé.

### Décor intérieur
Les appartements de cette maison sont plus richement décorés que dans les autres immeubles de l'île Feydeau.
Il est fréquemment fait usage du lambris dit de hauteur, plus ou moins sobrement décoré; au-dessus de certaines portes-fenêtres et cheminées apparaît sur le lambris un décor de style rocaille. 
qui est une copie, l'original ayant été déposé et remonté au château de Saint-Mars-la-Jaille.

## Personnalité ayant vécu dans l'immeuble
Selon Georges Clemenceau, Ursule Lenormand du Buisson, fille d'un ancien notaire ayant acquis vers 1780 une charge de procureur du Roi avant de devenir président du tribunal révolutionnaire de Nantes, fut la maîtresse de Carrier, avec lequel elle assistait des balcons de l'hôtel aux tristement célèbres « noyades de Nantes ». Sa nièce, Sophie Trébuchet, qui fut agent de liaison des royalistes, vivait au manoir-ferme de « La Renaudière » au Grand-Auverné, où elle rencontra le capitaine de hussards républicains Léopold Sigisbert Hugo ; ce sont les parents de Victor Hugo.
Le peintre et graveur français Étienne Bouchaud (1898-1989) naît dans le bâtiment le 15 février 1898.